# SN 2025rbs
SN 2025rbs (GOTO25evh, ATLAS25hsl, PS25feg, ZTF25abbgajq, AstroNote 2025-213)은 NGC 7331에서 발생한 Ia형 초신성이다.